# Rolandas Paksas

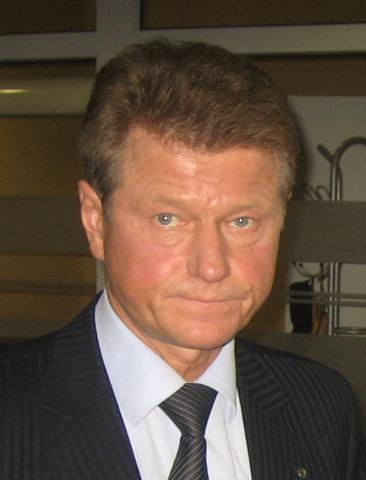
Paksas bei den litauischen Präsidentschaftswahlen 2009

Rolandas Paksas anhörenⓘ (* 10. Juni 1956 in Telšiai) ist ein litauischer Politiker. Er war Bürgermeister von Vilnius (1997–99 und 2000), Ministerpräsident (1999 und 2000–01), Präsident der Republik Litauen (2003–2004) und Mitglied des Europäischen Parlaments (2009–2019). 2002–03 und 2004–16 führte er die rechtspopulistische Partei Tvarka ir teisingumas.

## Berufliche Laufbahn
Nach dem Abitur 1974 an der Mittelschule in Telšiai absolvierte Paksas 1979 ein Diplomstudium zum Bauingenieur mit einer Spezialisierung für Industrie- und Wohnbau am Institut für Bauingenieurwesen in Vilnius. Anschließend arbeitete er bis 1985 als Fluglehrer. Er absolvierte 1984 ein Diplomstudium als Pilot-Ingenieur an der Akademie für Zivilluftfahrt in Leningrad (heute Sankt Petersburg). Von 1985 bis 1992 war er Vorsitzender des Luftfahrtklubs „Darius und Girėnas“ in Vilnius. Er war in dieser Zeit Mitglied des sowjetischen und später des litauischen Teams im Kunstflug und gewann mehrere internationale Wettbewerbe.
Nach der Unabhängigkeit Litauens und der Umstellung auf die Marktwirtschaft wurde Paksas Direktor der Baufirma UAB „Restako“ in Vilnius.

## Politische Laufbahn

### Bürgermeister und Ministerpräsident
Paksas' politische Laufbahn begann 1997, als er für den konservativen Vaterlandsbund (Tėvynės Sąjunga) in den Stadtrat von Vilnius und daraufhin prompt zum Bürgermeister der litauischen Hauptstadt gewählt wurde. Bereits zwei Jahre später war er so populär, dass er als Nachfolger von Gediminas Vagnorius zum Ministerpräsidenten Litauens gewählt wurde. Nach nur fünf Monaten im Amt erklärte er allerdings wegen der umstrittenen Privatisierung der Erdölraffinerie „Mažeikių Nafta“ seinen Rücktritt. In der Folge trat er aus dem Vaterlandsbund aus und der Liberalen Union (LLS) bei. 
Aufgrund seiner großen Popularität kam die Liberale Union bei den Kommunalwahlen im März 2000 in Vilnius auf 18 der 51 Mandate und Paksas wurde im April von einer Koalition aus LLS, Vaterlandsbund und der Polnischen Wahlaktion erneut zum Bürgermeister von Vilnius gewählt. Bei den folgenden Parlamentswahlen im Oktober 2000 wurde die LLS unter Paksas' Führung mit 34 Sitzen zur größten Fraktion im litauischen Parlament, dem Seimas. Paksas wurde daraufhin von einer Koalition aus LLS, Sozialliberalen und kleineren Parteien erneut zum Ministerpräsidenten gekürt. Auch seine zweite Amtszeit war nur von kurzer Dauer; im Streit um die Wirtschaftspolitik kündigten die Sozialliberalen die Koalition bereits im Juni 2001 auf, der Sozialdemokrat Algirdas Brazauskas wurde neuer Premierminister.
Anfang 2002 überwarf sich Paksas auch mit seiner neuen Partei, der Liberalen Union (insbesondere mit seinem Nachfolger als Bürgermeister von Vilnius, Artūras Zuokas). Zusammen mit Gefolgsleuten gründete er im März 2002 die Liberaldemokratische Partei und wurde deren Vorsitzender. 

### Wahl zum Präsidenten

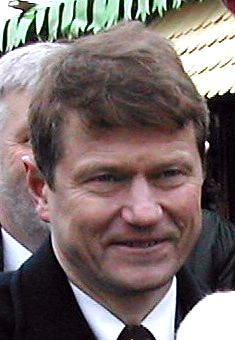
Staatspräsident Paksas im März 2003

Mit dieser ganz auf ihn ausgerichteten Partei im Rücken gelangte er am 22. Dezember 2002 überraschend in die Stichwahl um das Amt des litauischen Präsidenten. Noch überraschender war sein Sieg in der Stichwahl am 5. Januar 2003 gegen den amtierenden Präsidenten Valdas Adamkus. Paksas inszenierte sich im Wahlkampf gegen den damals 76-jährigen Amtsinhaber erfolgreich als junger, unverbrauchter Kandidat der Veränderung und des Aufbruchs sowie als Anwalt der kleinen Leute; damit konnte er besonders in den ländlichen Regionen punkten. Bei insgesamt 54 % der Stimmen gewann er bis auf die Wahlkreise Vilnius-Stadt, Kaunas-Stadt, Kaunas-Land, Palanga und Birštonas alle Wahlkreise für sich. Da die Präsidentschaft nicht mit einem Parteiamt vereinbar ist, legte er den Vorsitz der LDP dafür nieder.

### „Paksagate“
Bereits kurz nach seinem Amtsantritt als Staatspräsident im März 2003 wurden in der Presse Verfehlungen und Peinlichkeiten des neuen Präsidenten diskutiert. Die umstrittene Verleihung der litauischen Staatsbürgerschaft an seinen Hauptsponsor im Wahlkampf, Juri Borissow, kurz nach seinem Amtsantritt wurde im November 2003 wieder zur Sprache gebracht, als ein Bericht des Sicherheitsdienstes VSD den Präsidenten und seine Mitarbeiter in die Nähe zweifelhafter russischer Geschäftsleute rückte. 
Nach umfangreichen parlamentarischen Untersuchungen setzte das litauische Parlament im März 2004 ein Amtsenthebungsverfahren wegen schweren Verstoßes gegen die Verfassung sowie Bruchs des Amtseids in Gang. Vorgeworfen wurden ihm die Unrechtmäßigkeit der Verleihung der Staatsbürgerschaft an Borissow, die unrechtmäßige Weitergabe von Staatsgeheimnissen (als er jenen Borissow vor gegen ihn aufgenommene geheimdienstliche Ermittlungen warnte) und die Einflussnahme seiner Berater auf Aktiengeschäfte zweier Straßenbaufirmen zu Gunsten von ihm nahestehenden Personen. 
Nachdem die Vorwürfe vom Verfassungsgericht Litauens als schwere Verletzung der Verfassung bestätigt worden waren, kam es am 6. April 2004 zu einem Votum im Parlament, bei dem sich in geheimer Abstimmung eine knappe 3/5-Mehrheit (das erforderliche Quorum) für seine Amtsenthebung aussprach. Politisch schwerer als die komplizierten juristischen Argumente wog zum Schluss Paksas’ überstürzte Entscheidung vom 23. März, ausgerechnet den äußerst umstrittenen Borissow zu seinem Berater in Öffentlichkeitsfragen zu ernennen, eine Entscheidung, die er unter dem Eindruck des gewaltigen Echos in der Öffentlichkeit innerhalb von 24 Stunden wieder zurücknahm und selbst als „Fehler“ bezeichnete.
Paksas selbst bezeichnete die Vorwürfe bis zuletzt als Komplott und bezichtigte seine Gegner eines versuchten „Staatsstreichs“. Er kündigte an, bei der nach der Amtsenthebung fälligen Neuwahl des Staatspräsidenten erneut für das Amt zu kandidieren. Der oberste Wahlausschuss des Landes erklärte diese Kandidatur im April 2004 für zulässig; jedoch entschied das Verfassungsgericht am 25. Mai 2004, dass Paksas künftig keine hohen öffentlichen Ämter mehr bekleiden dürfe, womit er von der Präsidentenwahl ausgeschlossen war.

### Juristische Konsequenzen
Am 13. Dezember 2005 sprach das Oberste Gericht Litauens Rolandas Paksas vom strafrechtlich relevanten Punkt des Verrats von Staatsgeheimnissen frei. Seine Verfehlungen wurden somit allein in der Verletzung seiner Amtspflichten gesehen, d. h. auf der politischen Ebene. Dies bedeutet allerdings, dass er auf Lebenszeit von allen öffentlichen Ämtern, die den Amtseid erfordern, ausgeschlossen bleibt.
Dagegen hat Paksas Beschwerde beim Europäischen Gerichtshof für Menschenrechte eingelegt mit dem Argument, der Litauische Verfassungsgerichtshof bzw. das Parlament hätten seine Amtsenthebung über einen strafrechtlichen Vorwurf begründet, für den allein die Strafgerichte zuständig seien und von dem er freigesprochen wurde. Die Beschwerde wurde der Republik Litauen zur Stellungnahme übermittelt. Der Gerichtshof hat den Fall am 28. April 2010 vor der großen Kammer angehört.
In seinem am 6. Januar 2011 verkündeten Urteil stellte der Europäische Gerichtshof für Menschenrechte fest, dass das Urteil des Litauischen Verfassungsgerichtshofes vom 25. Mai 2004 sowie eine darauf gestützte Gesetzesnovelle, die Paksas von jedem gewählten Amt auf Lebenszeit ausschloss, gegen die Menschenrechtskonvention verstoßen. Zwar habe es sich nicht um strafrechtliche Vorwürfe im Sinne des Artikel 6 Absatz 1 EMRK gehandelt. Jedoch sei insbesondere der unbefristete Verlust des passiven Wahlrechts zum Seimas mit dem Recht auf freie Wahlen (Artikel 3 des Zusatzprotokolls zur EMRK) nicht vereinbar. Gegen die vorherige Regelung, die das passive Wahlrecht in so einem Fall für fünf Jahre aberkannte, hatte der Gerichtshof nichts einzuwenden.

### Nach der Präsidentschaft

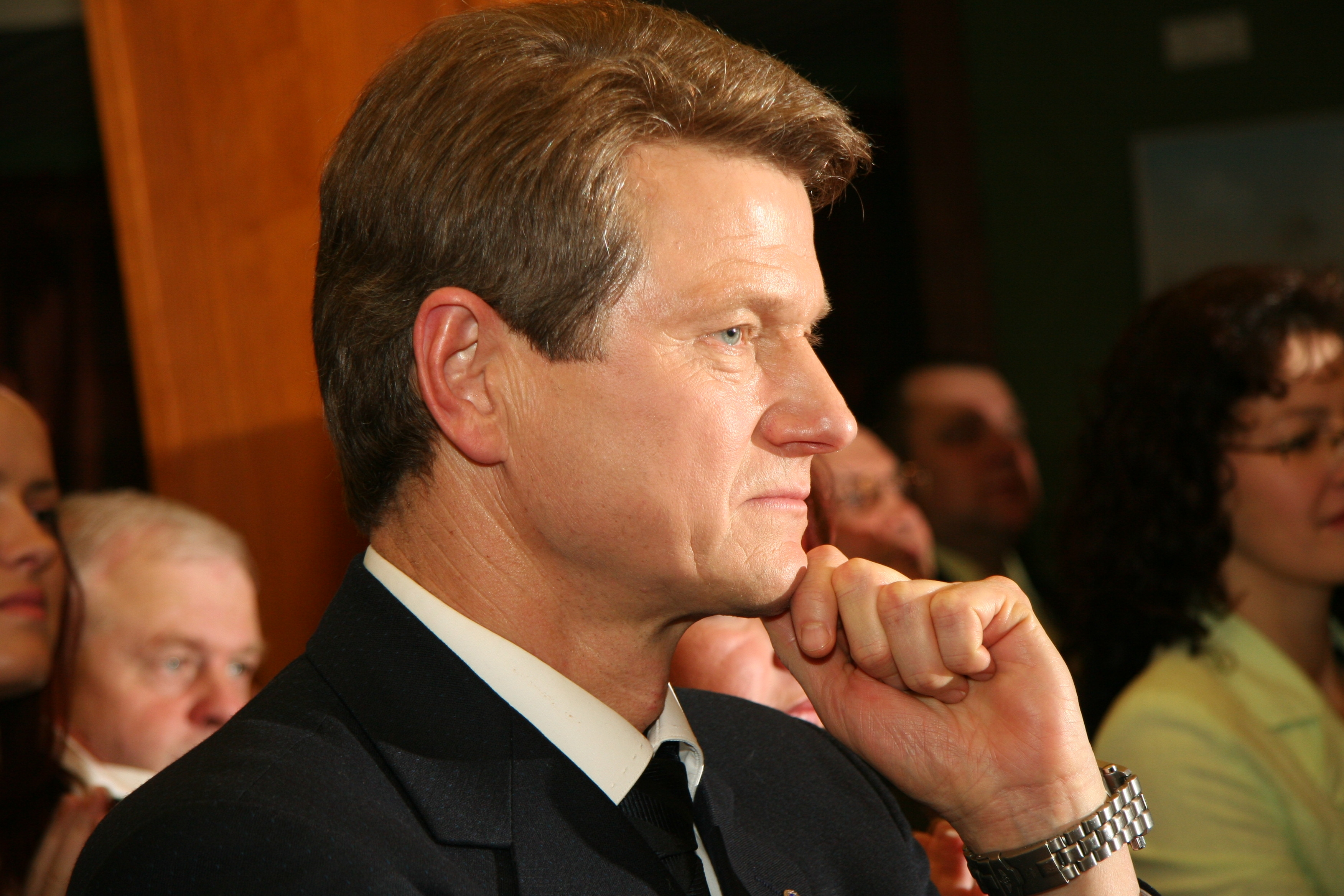
Paksas im Jahr 2010

Im Oktober 2004 übernahm Paksas erneut den Vorsitz der von ihm gegründeten Liberaldemokratischen Partei Litauens, die sich 2006 in Tvarka ir teisingumas („Ordnung und Gerechtigkeit“) umbenannte. Beim Parteikongress am 8. Februar 2009 wurde er mit klarer Mehrheit in seinem Amt als Vorsitzender bestätigt (576 von 590 Stimmen, keine Gegenstimme). 
Bei den Wahlen zum Europäischen Parlament im Juni 2009 kandidierte Paksas auf Listenplatz 1 und zog als einer von zwei gewählten Mandataren seiner Partei ins Europaparlament ein. Dort schloss er sich der EU-skeptischen Fraktion Europa der Freiheit und der Demokratie (EFD) an und wurde deren stellvertretender Vorsitzender. Paksas gehörte in der Legislaturperiode bis 2014 dem Petitionsausschuss, dem Ausschuss für Wirtschaft und Währung (bis 2012) bzw. dem Ausschuss für Industrie, Forschung und Energie (2012–2014), den Sonderausschüssen zur Finanz-, Wirtschafts- und Sozialkrise (2009–2011) sowie gegen organisiertes Verbrechen, Korruption und Geldwäsche (2012–2013) an. Außerdem war er Delegierter für die Beziehungen zur Volksrepublik China. 
Bei der Europawahl 2014 wurde Paksas als EU-Parlamentarier bestätigt. In der Legislaturperiode bis 2019 war er stellvertretender Fraktionsvorsitzender von Europa der Freiheit und der direkten Demokratie (EFDD) und stellvertretender Vorsitzender der Delegation in der Parlamentarischen Versammlung Euronest. Außerdem gehörte er weiter dem Ausschuss für Industrie, Forschung und Energie an und war Delegierter für die Beziehungen zur Schweiz, Norwegen, Island und den Europäischen Wirtschaftsraum sowie für Armenien, Aserbaidschan und Georgien. Nach dem ersten Wahlgang der litauischen Parlamentswahl im Oktober 2016 trat Paksas vom Parteivorsitz zurück. 2018 verließ er die Partei ganz. Zur Europawahl 2019 kandidierte Paksas als unabhängiger Bewerber, scheiterte aber mit 4,0 % der Stimmen an der Wiederwahl.

## Familie
Paksas war Einzelkind. Er ist mit Laima Paksienė (* 1961) verheiratet und hat die Tochter Inga Stumbrienė (* 1983), Absolventin des Masterstudiums der Rechtswissenschaft an der Mykolo Riomerio universitetas, und den Sohn Mindaugas, Absolvent der ISM Vadybos ir ekonomikos universitetas.